# Vincent av Beauvais

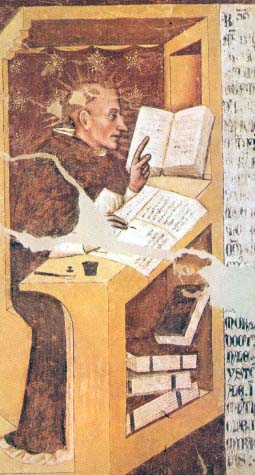
Vincent av Beauvais.

Vincent av Beauvais, latin Vincentius Bellovacensis, född omkring 1190, död 1264, var den dominikanmunk som skrev Speculum Maius, medeltidens främsta uppslagsverk.

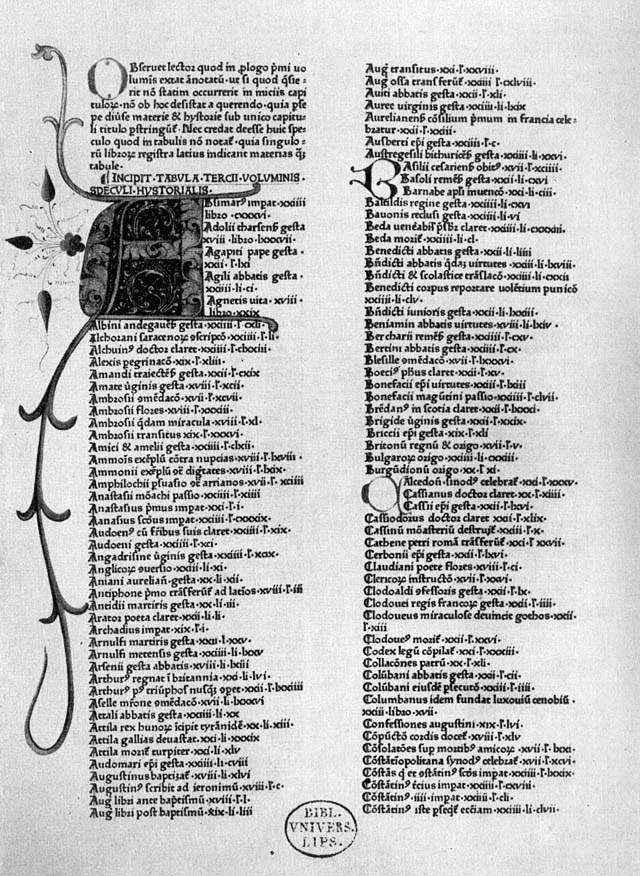
Speculum Maius, tryckt 1473.

Ludvig den helige läste de arbeten Vincent sammanskrev och skaffade honom medel till avskrifter av de verk han behövde. Han författade också till kungens tröst vid hans äldre sons död Tractatus consolatorius pro morte amici (tryckt 1480) och tillägnade drottning Margareta Liber de eruditione filiorum regalium (tryckt samma år). Han skrev dessutom åtskilliga teologiska arbeten. Mest bekant är han som författare till det om otrolig beläsenhet vittnande kolossala encyklopediska verket Speculum Maius, omfattande fyra avdelningar: Speculum Naturale (32 böcker), som behandlar Gud och skapelsen, Speculum Doctrinale (17 böcker), en framställning av 1200-talets vetenskaper, fördelade i sex kategorier, Speculum Historiale (31 böcker), en världshistoria, omfattande tiden från världens skapelse till och med Ludvig den heliges korståg 1250, och Speculum Morale (denna avdelning anses dock inte ha Vincent till författare, utan vara en kompilation från 1300-talet). Speculum Maius trycktes första gången 1473 i Strassburg; den mest ansedda upplagan är den som utgavs av jesuiterna i 4 band 1624.